# Josef Fares
Josef Fares (Beirut, 19 settembre 1977) è un regista, sceneggiatore e autore di videogiochi svedese, di origine libanese. Suo fratello è l'attore Fares Fares, che è apparso in molti dei suoi film.

## Biografia
Josef Fares si trasferì in Svezia quando aveva 10 anni, fuggendo con la sua famiglia dalla guerra civile in Libano. Variety lo ha dichiarato come uno dei dieci registi emergenti nel 2006. Lo stesso anno ha vinto il Nordic Council Film Prize per il suo film, Zozo. Nel 2013, ha diretto il suo primo videogioco, Brothers: A Tale of Two Sons. Il gioco è stato ben accolto dalla critica. Il suo focus è sull'interazione tra due fratelli e sul loro viaggio per salvare il proprio padre. Nel 2014 fonda la casa di sviluppo Hazelight Studios, con la quale dà alla luce A Way Out nel 2018 e It Takes Two nel 2021.
Il 7 dicembre 2017, Josef è apparso alla quarta edizione dei The Game Awards e ha tenuto un discorso molto diretto e spontaneo sul palco, accompagnato dal creatore dello show Geoff Keighley, dove ha commentato con il suo stile unico argomenti ed eventi come i Premi Oscar, e la controversa questione sui micropagamenti in Star Wars Battlefront II di Electronic Arts, editore anche del suo secondo gioco. A causa del suo discorso, e del modo in cui è stato portato avanti, ha ricevuto elogi internazionali dai fan, trasformandosi in un fenomeno di Internet.

## Filmografia
- Jalla! Jalla! (2000)
- Kops (2003)
- Zozo (2005)
- Leo (2007)
- Balls (2010)

## Videogiochi
- Brothers: A Tale of Two Sons (2013)
- A Way Out (2018)
- It Takes Two (2021)
- Split Fiction (2025)

## Riconoscimenti
- 2006 - Guldbagge
  - Candidatura a miglior regista per Zozo
  - Candidatura a migliore sceneggiatura per Zozo